# Saint-Pierre-en-Faucigny
Saint-Pierre-en-Faucigny è un comune francese di 6 016 abitanti situato nel dipartimento dell'Alta Savoia della regione dell'Alvernia-Rodano-Alpi.

## Società

### Evoluzione demografica
Abitanti censiti

## Amministrazione

### Gemellaggi
- Saint-Pierre, dal 1995[2][3]